# Henri Brégi
Henri Brégi (Sedán, Champaña-Ardenas, Francia; 4 de diciembre de 1888 – Saint-Mandrier, Provenza-Alpes-Costa Azul, Francia; 14 de enero de 1917) fue un aviador francés, que realizó el primer vuelo en América del Sur, el 6 de febrero de 1910 en Longchamps, Argentina.
Participó en la Primera Guerra Mundial, falleciendo en 1917 en Saint-Mandrier en circunstancias en que perseguía un submarino alemán en la bahía de Tolón, se precipitó al mar con su avión, pereciendo en el acto.

## Vuelo en Argentina
Brégi fue invitado por Jorge Newbery a viajar a Argentina para realizar el primer vuelo en ese país como parte de las celebraciones del centenario de la independencia argentina. El 6 de febrero de 1910, Brégi realizó el primer vuelo en avión en Argentina. Había navegado en el vapor Paraná procedente de Francia y llegó el 8 de enero de 1910. Llevó consigo dos aviones: ambos Voisin 1907 biplano, uno con motor ENV de 60 CV y el otro con un Gnome rotativo refrigerado por aire de 50 CV (Octavie III).